# Carl Orff
Carl Orff (Múnic, 10 de juliol de 1895 - 29 de març de 1982), fou un compositor i pedagog musical alemany.
Molt conegut per Carmina Burana (1937), una cantata escènica. És la primera part d'una trilogia que també inclou Catulli Carmina i Trionfo di Afrodite, que és reflex del seu interès per la poesia alemanya medieval. Tota la trilogia es coneix amb el nom de Trionfi, que vol dir triomfs. Malgrat la "modernitat" amb què alguns defineixen les seves tècniques de composició, Orff va intentar capturar, en la trilogia, l'esperit de l'Edat Mitjana, amb ritmes enganxosos i tonalitats "fàcils". Els poemes medievals, escrits en una antiga forma d'alemany i en llatí, eren sovint picants, però sense ser obscens.
En la seva joventut, Orff es va decantar per l'esquerra política posant música a poemes de Bertolt Brecht. Però el seu projecte més singular va ser un gegantí cicle de peces per a nens, el projecte Schulwerk (Treball escolar) que, per mitjà d'una inventiva musical contagiosa, educava als joves en els conceptes bàsics de la música. Orff també va treballar per al Règim nazi, pel qual va compondre l'obra Olympischer Reigen' per a l'obertura dels Jocs Olímpics d'Estiu de 1936. Per a la ciutat de Frankfurt del Main va adaptar la versió de 1917 de la seva música teatral per al Somni d'una nit d'estiu que havia de reemplaçar la música "massa jueva" de Felix Mendelssohn Bartholdy. A la fi de la Segona Guerra Mundial va ser llistat a la Gottbegnadeten-Liste d'artistes irreemplaçables que eren exempts de serveis al front per a protegir el patrimoni cultural alemany.

## Obres

### Per a l'escenari
- Gisei – Das Opfer (basat en el drama japonès Terakoya), Musikdrama, op. 20 (obra de joventut 1913; estrenada el 30 de gener de 2010 a l'Staatstheater Darmstadt)
- Trionfi
  - Carmina Burana (1937)
  - Catulli Carmina (1943)
  - Trionfo di Afrodite (1953)
- Märchenstücke
  - Der Mond, ein kleines Welttheater (1939)
  - Die Kluge (1943)
  - Ein Sommernachtstraum (1917, 1939, 1952, endgültige Fassung 1962 UA: 1964)
- Bairisches Welttheater
  - Die Bernauerin (1947)
  - Astutuli, eine bairische Komödie (1953)
  - Comoedia de Christi Resurrectione, Osterspiel (1956)
  - Ludus de nato Infante mirificus, Weihnachtsspiel (1960)
- Theatrum Mundi
  - Antigonae (1949)
  - Oedipus der Tyrann (1959)
  - Prometheus (1968)
  - De temporum fine comoedia – Das Spiel vom Ende der Zeiten (1973, Neufassung 1977)

## Aclariment vers les obres de Joventut
En haver retirat Carl Orff, la majoria de les seves composicions anteriors a 1937, nomes les critiques i ressenyes i les suposicions poden servir d'ajuda per aportar un judici envers les seves primeres obres. La seva Òpera Gisei (1913), sembla que va ser escrita sota la influència de Pellèas et Mélisandre de Debussy, influència que augmenta en les obres següents a la de Pfitzner, R. Strauss i Schönberg. Aquests llaços van deixar poca petjada en les obres reconegudes. Malgrat tot Schulwerk no és la frontissa de l'art de Carl Orff, nomes és un punt de partida dels impulsos essencials. El mestratge de la senzillesa que es desprèn d'aquesta obra didàctica és la font de l'estil lapidari de grans obres dramàtiques, estil indissolublement unit al nom de Carl Orff.
| « | <<Quan l'expressió és més essencial, i més se simplifica, més és l'efecte directe i pujant>> (Carl Orff). | » |

Nombrosos elements participen en l'estil final, com ara la tècnica del bordó, l'ostinato, les repeticions del text, la varietat rítmica, així com emprà un conjunt important d'instruments de percussió ocupen el lloc dels elements característics de la tradició post-romàntica. La melodia familiar i l'harmonia funcional no juguen un rol decisiu. L'efecte de les obres teatrals de Carl Orff, no es recolza ja sobre la música de manera absoluta, sinó sobre la feliç associació d'elements textuals, melismàtics i escènics, reunits en una espècie d'obra d'art total.
Der Mond, definit com a <<un petit teatre del món>>. La tragèdia antiga, el joc medieval improvisat, la màgia, Shakespeare i l'òpera barroca estan àmpliament representats en aquesta obra de tota una vida que s'ha servit de múltiples llenguatges i de la que l'humor bavarès no resta absent, per exemple a Die Kluge, Astutuil i en Ein Sommernachtstraum. En les seves millors obres, Carl Orff dona proves d'un universalisme extremadament original.